# Kilwa Kivinje
Kilwa Kivinje ist eine Küstenstadt am Indischen Ozean in Tansania. Sie liegt in der Region Lindi und hat 13.374 Einwohner (Zählung 2002).

## Geschichte

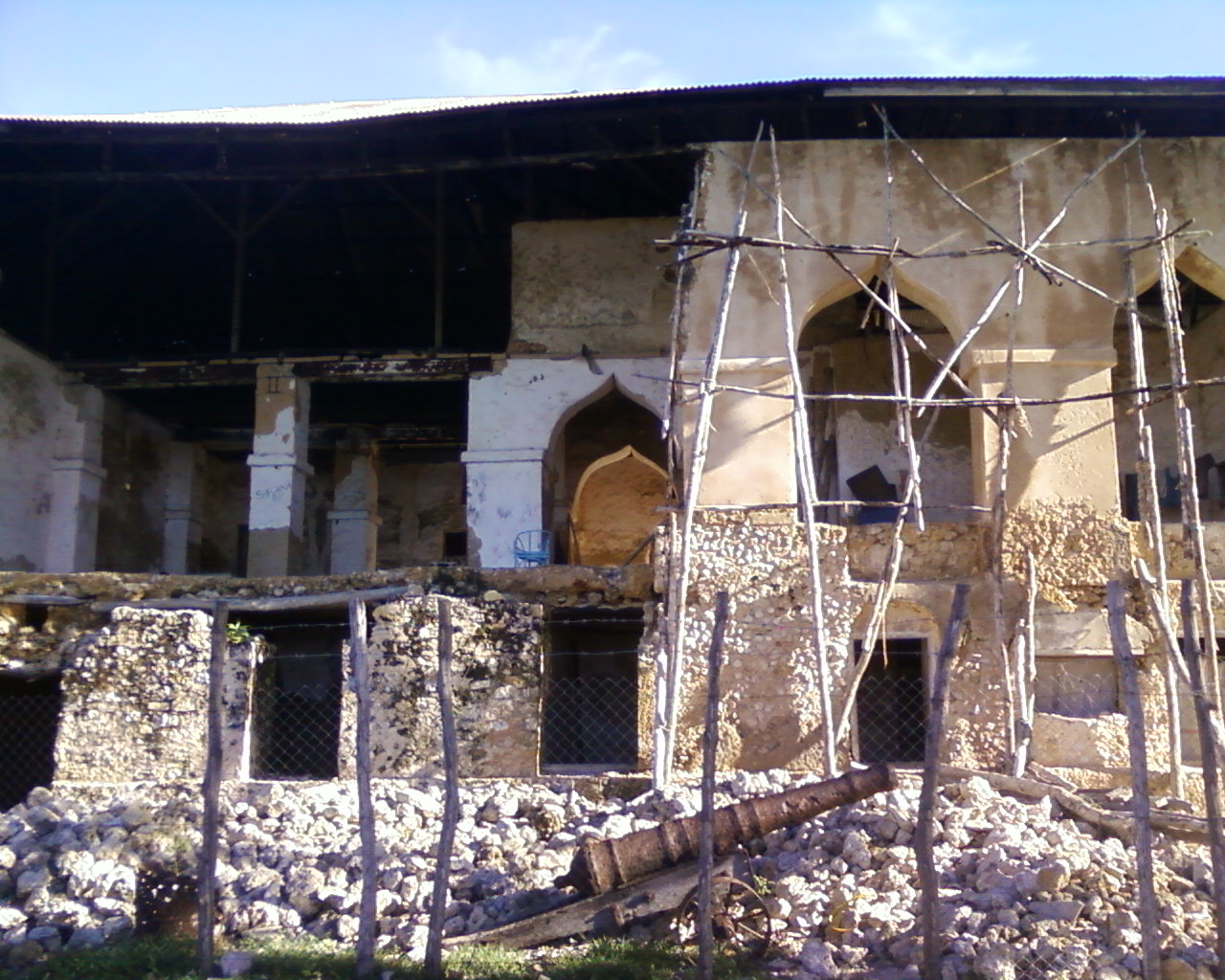
Verfallendes ehemaliges deutsches Verwaltungsgebäude mit Kanone aus dem 19. Jahrhundert

Die Stadt entstand als arabische Siedlung nach der Zerstörung großer Teile des etwa 15 km südlich gelegenen Kilwa Kisiwani durch die Portugiesen im 17. Jahrhundert und den anschließenden Verfall von Kilwa Kisiwani.
Zunächst befand sich hier nur eine kleine Ansiedlung, im frühen 19. Jahrhundert erlangte der Ort mit seinem alten Eingangsweg ins Binnenland jedoch eine gewisse Bedeutung für die arabischen Händler, die hier einen (im Vergleich zu anderen Handelsniederlassungen an der ostafrikanischen Küste) eher kleinen Markt für Sklaven und Elfenbein unterhielten. Die Sultane von Oman und später Sansibar hatten hier ihren Liwali (Statthalter) für den  südlichen Teil der tansanischen Küste.
Anfang des 19. Jahrhunderts kam auch die Bezeichnung Kilwa Kivinje (von kisuaheli „Kilwa bei den Kasuarinen-Bäumen“) zur Unterscheidung von Kilwa Kisiwani („Kilwa auf der Insel“) auf.
1888 versuchte die Deutsch-Ostafrikanische Gesellschaft die Kontrolle über den bisher sansibarischen Küstenstreifen und damit auch Kilwa zu übernehmen, was in Kilwa am 16. August zunächst auch gelang.  Der daraufhin von Pangani ausgehende Aufstand der ostafrikanischen Küstenbevölkerung (der sog. „Araberaufstand“) breitete sich im Dezember schließlich auch nach Kilwa aus. Die beiden deutschen Angestellten der Gesellschaft wurden am 22. September 1888 angegriffen und wurden gemeinsam mit zehn Askaris getötet. In der Zeit des Aufstands waren die Sklavenhändler in dieser Gegend besonders tätig. Anfang Mai 1890 wurde Kilwa Kivinje von der „Wissmanntruppe“ (einer deutschen Kolonialtruppe unter Hermann von Wissmann) eingenommen. Hier wurde später eine Bezirkshauptstelle für die gesamte südliche Region der Kolonie Deutsch-Ostafrika, dem Bezirk Kilwa, eingerichtet.
In der Zeit des Maji-Maji-Aufstands im August 1904 war Kilwa Kivinje erneut Schauplatz von Kämpfen. Von dem Kleinen Kreuzer Bussard wurde ein Detachement der Marine bzw. der kaiserlichen Schutztruppe abgesetzt, um die Küstenstation zu schützen und die Aufständischen zu bekämpfen.
Zur Zeit der deutschen Kolonialherrschaft besaß Kilwa Kivinje eine Post, eine Telegraphenstation, ein Zollamt sowie etwa 4.000 Einwohner. Der Hafen der Stadt entwickelte sich, blieb jedoch hinter den Wachstumsraten der übrigen Häfen Deutsch-Ostafrikas zurück. Kurz vor Ausbruch des Ersten Weltkriegs hatten die Ein- und Ausführen das Niveau von 1 Mio. Reichsmark knapp überschritten. Hauptausfuhren waren Baumwolle, Ölfrüchte als Sesam und Kopra, Lianenkautschuk, Wachs und etwas Elfenbein. Bei der Einfuhr betrugen die Textilwaren die Hälfte des Gesamtwertes, dazu kamen Reis und Metallwaren.
Kilwa Kivinje blieb auch nach dem Übergang der Kolonialherrschaft an Großbritannien zunächst Verwaltungssitz der Region, 1956 entschieden sich die britischen Kolonialbehörden jedoch, die Distriktsverwaltung in das bis dahin unbedeutende Kilwa Masoko zu verlagern.

## Gegenwart
Die Stadt befindet sich seit vielen Jahren in einer Art „Dornröschenschlaf“, auch die alten deutschen Kolonialgebäude (Markthalle, Zollhaus, Boma) verfallen. Es gibt eine Hauptgeschäftsstraße mit mehrstöckigen ehemaligen Ladengebäude.
Touristen kommen nur noch selten auf Tagesausflügen von Kilwa Masoko aus hierher. Neuerdings wird jedoch diskutiert, die Altstadt in die UNESCO-Welterbestätte von Kilwa Kisiwani und Songo Mnara einzubeziehen und damit für eine Belebung zu sorgen.